# Critica sociale (sociologia)
Una critica sociale è l'atto di commentare o denunciare un problema all'interno di una società tramite l'uso della retorica. Spesso è finalizzata a promuovere un cambiamento, informando i destinatari su una determinata questione e appellandosi al senso di giustizia comune. 
Due esempi di forte critica sociale sono gli scritti di Jonathan Swift e Martin Lutero. Swift esponeva e criticava la diffusa povertà del periodo in Irlanda, che era vista come una delle cause da imputare al governo britannico. Lutero iniziò la riforma protestante come forma di contestazione verso le pratiche della Chiesa cattolica.
Scrittori che abbracciano critiche sociali sono spesso esponenti acculturati di una classe sociale medio-alta ma in alcuni casi alcuni di loro possono essere di bassa estrazione sociale, come nel caso di Charles Dickens e Will Rogers. Le critiche sociali non sono solo limitate a forme scritte, ma possono assumere diverse forme espressive e comunicative.
| Controllo di autorità | GND (DE) 4020643-9 |